# Acanthoscina birsteini
Acanthoscina birsteini is een vlokreeftensoort uit de familie van de Scinidae. De wetenschappelijke naam van de soort is voor het eerst geldig gepubliceerd in 1976 door M. Vinogradov.